# Lal Bahadur Nagar
Lal Bahadur Nagar är en ort i Indien.   Den ligger i distriktet Rangareddi och delstaten Telangana, i den centrala delen av landet, 1 300 km söder om huvudstaden New Delhi. Lal Bahadur Nagar ligger 511 meter över havet och antalet invånare är 261 987.
Terrängen runt Lal Bahadur Nagar är platt. Runt Lal Bahadur Nagar är det tätbefolkat, med 276 invånare per kvadratkilometer. Närmaste större samhälle är Hyderabad, 11,5 km väster om Lal Bahadur Nagar. Omgivningarna runt Lal Bahadur Nagar är en mosaik av jordbruksmark och naturlig växtlighet.